# Stražišče (Cerknica, Slovenija)
Stražišče je naselje u slovenskoj Općini Cerknici. Stražišče se nalazi u pokrajini Notranjskoj i statističkoj regiji Notranjsko-kraškoj. 

## Stanovništvo
Prema popisu stanovništva iz 2002. godine naselje je imalo 13 stanovnika.